# Oh Land of Beauty
Oh Land of Beauty, est l'hymne national de la Saint-Christophe-et-Niévès.

## Paroles
| Paroles officielles (en) | Traduction en français |
| --- | --- |
| O Land of Beauty! Our country where peace abounds Thy children stand free On the strength of will and love With God in all our struggles Saint Kitts and Nevis be A nation bound together With a common destiny As stalwarts we stand For justice and liberty With wisdom and truth We will serve and honour thee No sword nor spear can conquer For God will sure defend His blessings shall forever To posterity extend. | Oh Pays de Beauté! Notre pays où la paix est foisonnante Nos enfants se tiennent libres Sur la base de la volonté et de l'amour En Dieu dans tous nos combats Saint-Christophe-et-Niévès est Une nation tout entière réunie Par une commune destinée. Comme des vaillants, nous garantissons La justice et la liberté Avec la sagesse et la vérité Nous te servirons et t'honorerons Ni l'épée, ni la lance ne pourront nous vaincre Parce que Dieu nous défendra immanquablement Ses bienfaits entendront à jamais Notre postérité. |